# 刘珊玲
刘珊玲（英文：Shannon Liu，1977年10月4日—），前香港凤凰卫视新闻主播。生于台湾台北市，成长于高雄，现居香港。曾荣获凤凰卫视2011年年度最佳新闻主播。

## 學歷
- 台灣高雄高雄市天主教道明中学毕业
- 台灣台北中國文化大学舞蹈系毕业
- 美国纽约理工学院(NYIT)媒体管理研究所。[1]

## 經歷
- 曾担任台湾TVBS娱乐新闻、时尚、旅游节目主持人。
- 台视《艺术长廊》节目主持人。
- 华视《宏观海外新闻》记者、主播。
- 中天&环球电视台新闻记者、主播。
- 美国纽约SINO华语电视台新闻记者、主播。
- 2004年3月加盟香港凤凰卫视。[2]

### 身患脑溢血及治疗
2014年7月24日，刘珊玲在香港家中突发脑溢血，后送往医院救治。经医院诊断，刘珊玲的病因是过劳导致血管动脉瘤爆裂，当时陷入昏迷的她，一度被医生诊断「没死也变成植物人」。2017年8月，刘珊玲康复出院，后在凤凰卫视复出，为凤凰卫视资讯台主持《珊玲加油站》，自8月18日起，逢周五在《天下被网罗》节目内播出。

## 外部連結
- 鳳凰衛視劉珊玲的新浪微博